# 紐里弗鎮區 (北卡羅萊納州沃托加縣)
紐里弗鎮區（英語：New River Township）是位於美國北卡羅萊納州沃托加縣的一個鎮區。

## 地方資料
紐里弗鎮區的面積為65.26平方千米，皆為陸地。根據2020年美國人口普查的數據，當地共有人口14063人，而人口密度為每平方千米215.49人。